# Fantasi for piano
Fantasi for piano is een compositie van Johan Kvandal. Het is een van de obscure werken van deze Noorse componist. Er is bijna niets bekend van dit werkje, behalve dat het waarschijnlijk ooit is opgenomen voor Vest-Norsk Plateselskap, een klein Noors platenlabel. Een premieredatum is ook niet bekend, waarschijnlijk vond de eerste uitvoering plaats in 1948 in Stockholm voor de Zweedse Omroep. Een eigenaardigheid is dat het werk dat voorafgaat aan dit opusnummer van veel later datum is (1951).